# Cynodon plectostachyus
Cynodon plectostachyus är en gräsart som först beskrevs av Karl Moritz Schumann, och fick sitt nu gällande namn av Pilg.. Cynodon plectostachyus ingår i släktet hundtandsgrässläktet, och familjen gräs. Inga underarter finns listade i Catalogue of Life.